# Lago Vista
Lago Vista è una città degli Stati Uniti d'America, situata nello Stato del Texas, nella Contea di Travis.